# Atlas Średni

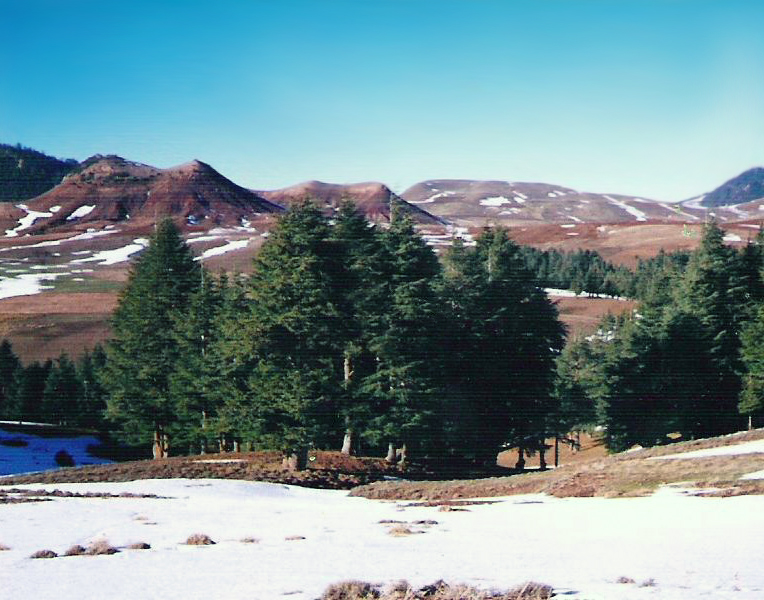
Atlas Średni

Atlas Średni (arab. الأطلس المتوسط = Al-Atlas al-Mutawassit; fr. Moyen Atlas) – pasmo górskie w północnym Maroku, w obrębie gór Atlas. Na północny ograniczony górami Rif, na południu Atlasem Wysokim. Na wschodzie rozciąga się Wyżyna Szottów i Atlas Tellski, od których Atlas Średni oddzielony jest doliną Wadi Muluja. 
Tereny wokół Atlasu Średniego są gęsto zaludnione, zwłaszcza w zachodniej części. U podnóża gór leży miasto Fez z ponad 1 mln mieszkańców (2004). W obszarze samego pasma górskiego nie leżą jednak żadne duże miasta.
Najwyższym szczytem Atlasu Średniego jest Dżabal Bu Nasir (3 356 m n.p.m.).